# 캐논 EOS-1D Mark III
캐논 EOS-1D 마크 III(Canon EOS-1D Mark III 혹은 Mk 3)는 1,010만 유효 화소를 가지는 전문가용 디지털 SLR 카메라이다. 캐논 EOS-1D Mark II N의 후속 모델이다. 2007년 2월 21일 발표되었고, 2007년 5월에 출시되었다. 28.1 × 18.7 mm 크기의 CMOS 이미지 센서를 가지고 있으며, 초당 10 프레임을 촬영할 수 있다.
EOS-1Ds 계열에 대비하여 EOS-1D 계열 모델들은 프레스 사진 시장에 최적화된 특징이 있다.

## 사진

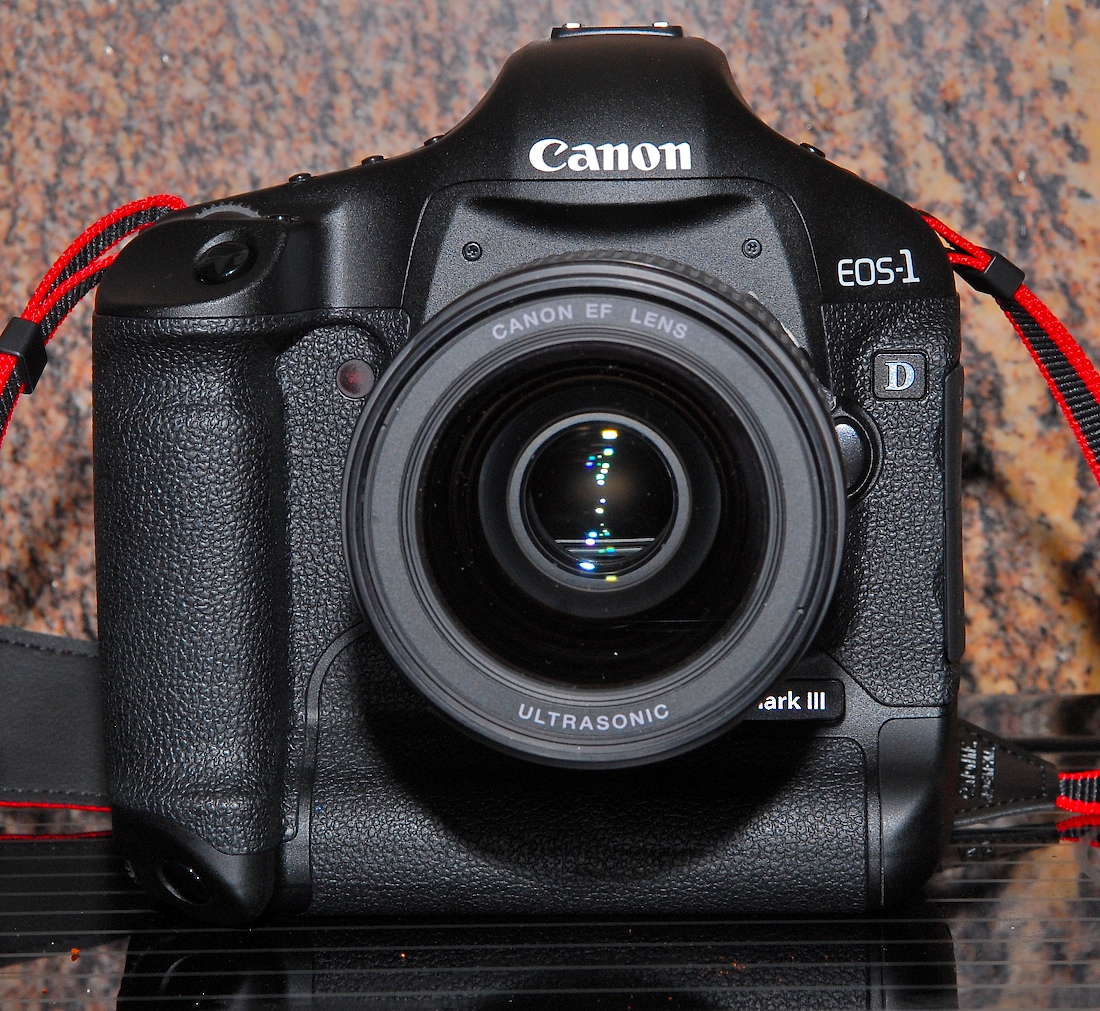
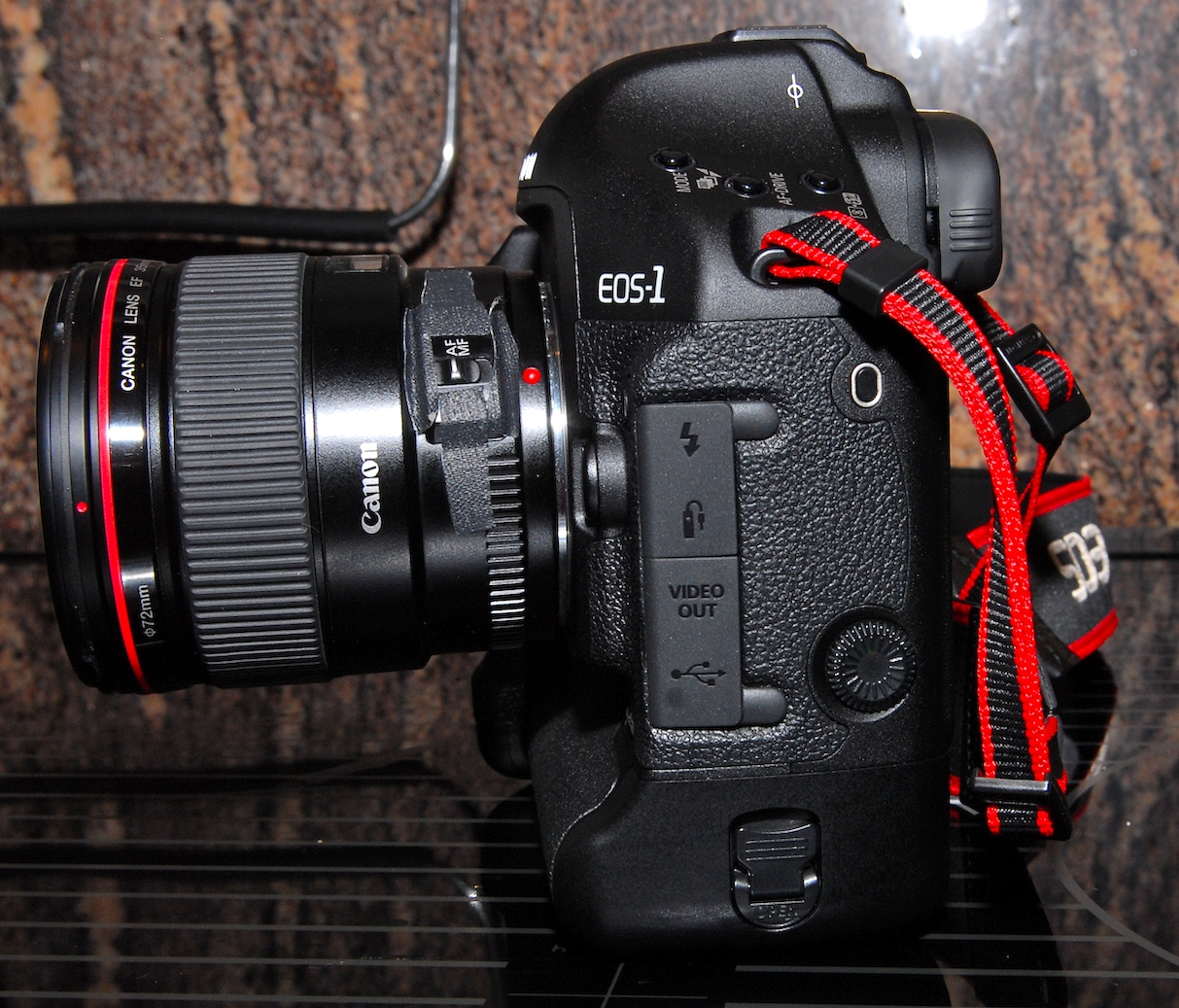
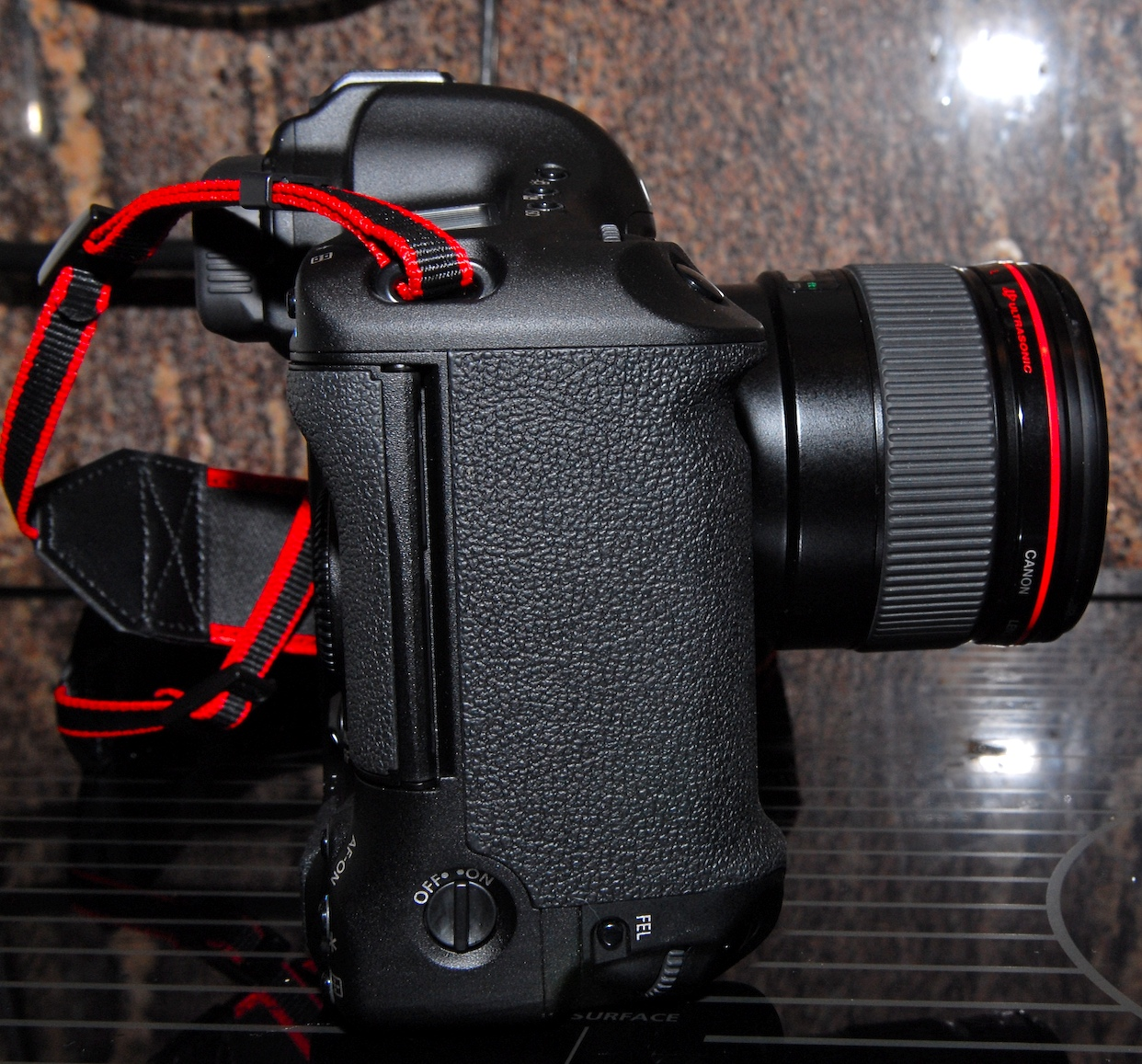
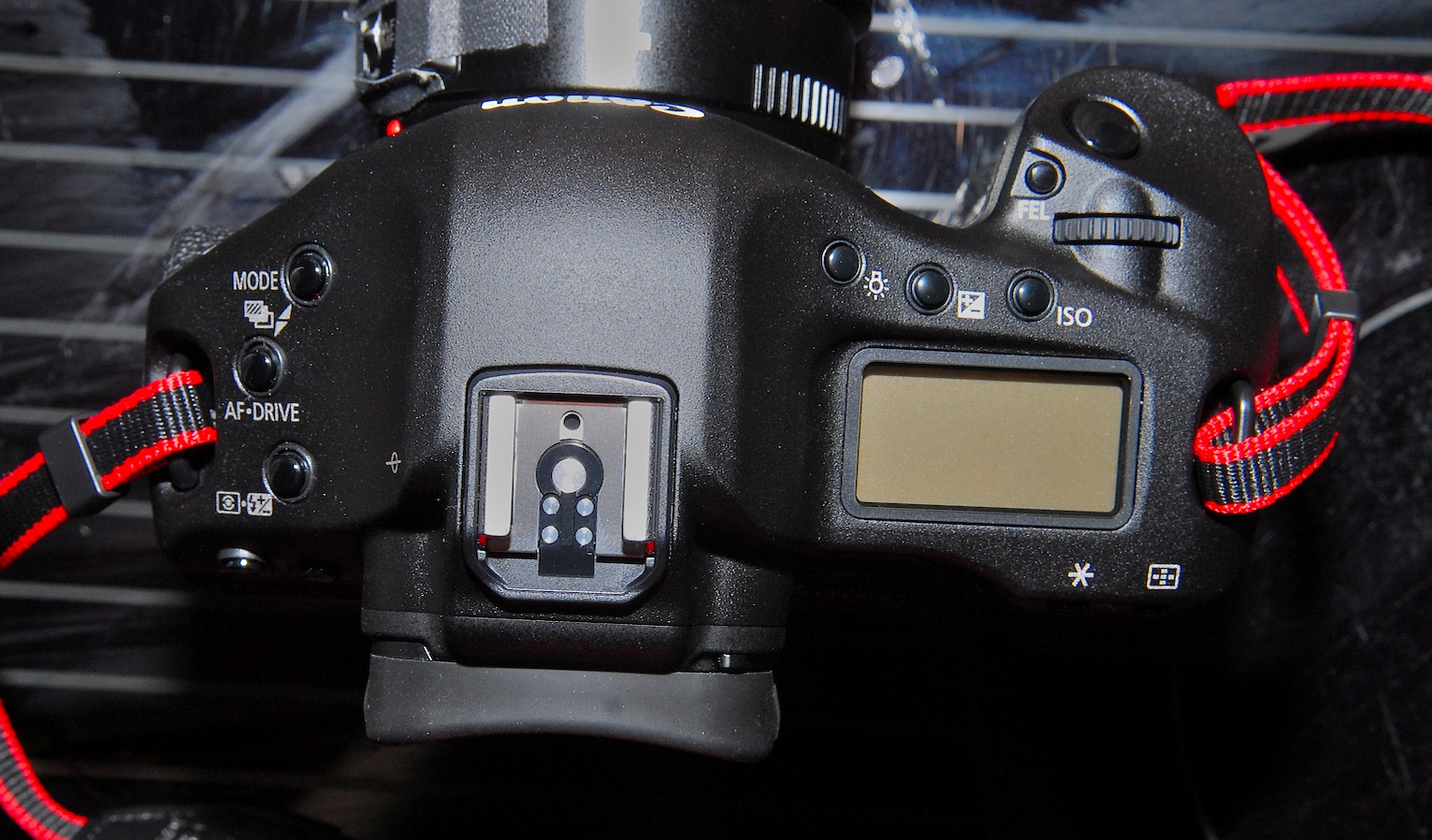
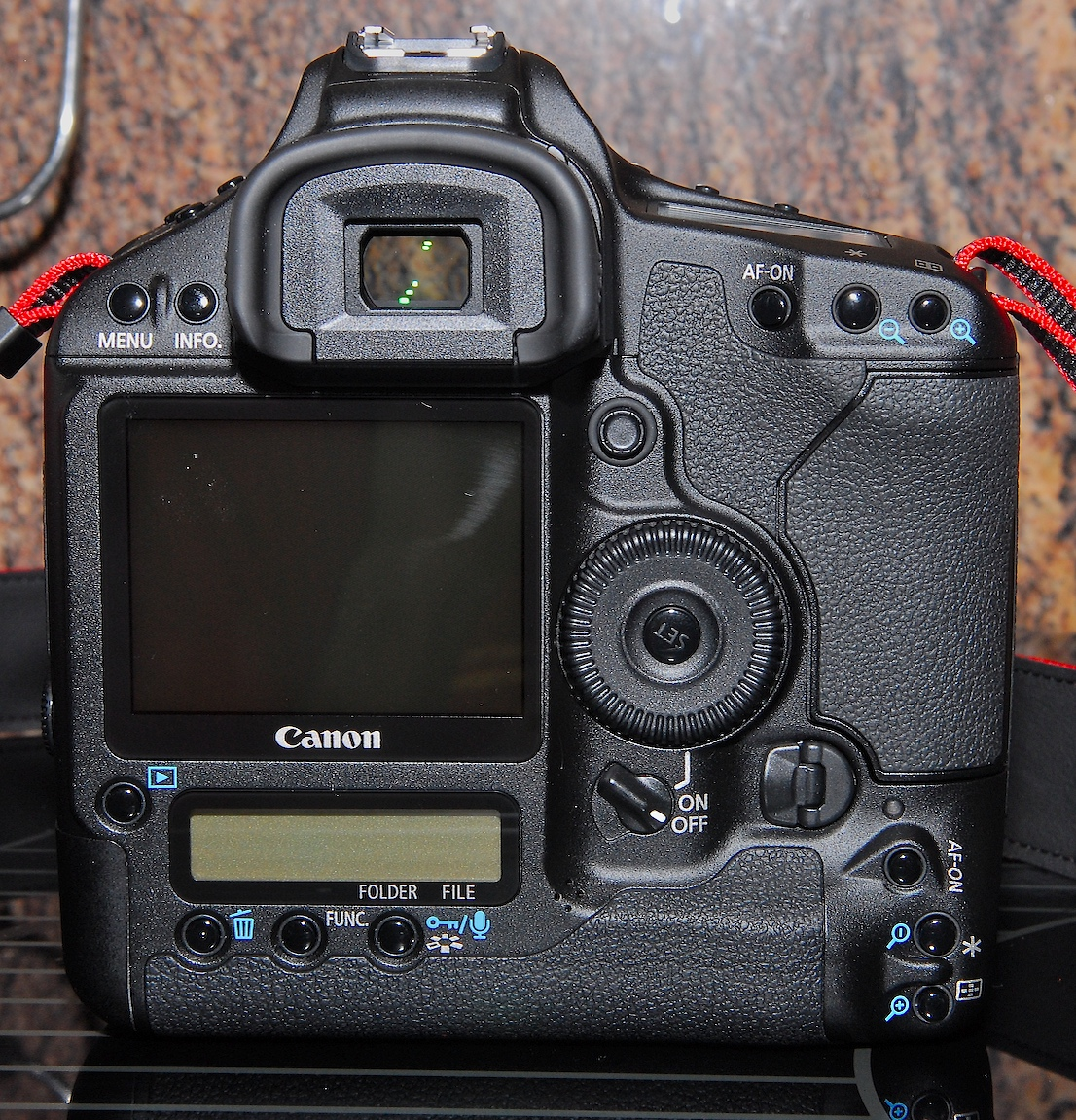

## 향상된 기능들
EOS-1D Mark II N과 비교했을 때, 유효 화소 수, 연속 촬영 속도, 자동 초점 성능 등이 향상되었으며, 먼지 제거 기능, 라이브 뷰 기능 등이 추가되었다.
- 자동 초점 시스템: 크로스 타입 센서 수가 7개에서 19개로 증가하였다. CMOS 자동 초점 센서의 감도가 향상되어, 저광량 시 자동 초점 능력이 EV 0에서 EV -1로 향상되었다.

## 문제점
캐논의 플래그십 보디임에도 불구하고, 몇몇 부분에서 낮은 기계적 신뢰도를 보여주고 있다.

### AF 관련 문제
시리얼 번호가 501001과 546561 사이인 1D Mark III 제품에서 AF미러의 부품의 결함으로 AF문제가 있는 것으로 알려져 있다. 특히 고온 환경에서 AI-Servo 연사시 초점 추적 능력이 낮아지는 현상이 일어나 1D Mark III 사용자들이 항의하였다. 이 결함은 2008년 11월 캐논 한국지사에서 공식 인정되었고, 캐논측은 해당 제품들에 대해서 수리를 실시하겠다고 발표했다.

### 오일스팟 문제
1D Mark III 제품들중 70% 이상의 제품에서, 미러유닛에서 업다운 운동이 잘 되도록 발라져 있는 오일이 결함으로 잘 밀폐되지 못하고, 촬영시 업다운 운동에 의해 오일의 일부가 튀어 센서에 묻는 문제가 발생하여 해당 제품에 대해서 무료 세척 서비스를 제공한다고 밝혔다.

## 같이 보기
- 캐논
- 캐논 EOS
- 캐논 EF 마운트